# George Karra
George Karra, reso anche come George Kara (in arabo جورج القرا‎?, in ebraico ג׳וֹרְג׳ קָרָא‎?; Jaffa, 29 maggio 1952) è un giurista israeliano di etnia araba, ex membro della Corte suprema di Israele.

## Biografia
Nato in una famiglia di Arabi cristiani, nel 1973 si laurea in legge preso l'Università di Tel Aviv, aprendo il suo studio legale nel 1975.
Avvocato privato fino al 1989, venne poi nominato giudice alla Corte magistrale di Tel Aviv. Nel 2000 venne promosso alla Corte distrettuale di Tel Aviv. Divenne magistrato nel 2010. Karra fu il giudice che condannò l'ex Presidente israeliano Moshe Katsav per stupro.
Nel 2011, si rese disponibile per far parte della Corte suprema di Israele, divenendone poi un membro a tutti gli effetti nel febbraio 2017. Lasciò l'incarico a maggio 2022, avendo raggiunto l'età di ritiro obbligatoria di 70 anni.